# Мамикін Олексій Іванович
Олексі́й Іва́нович Мами́кін (рос. Алексей Иванович Мамыкин, нар. 29 лютого 1936, Веряєво — пом. 20 вересня 2011) — радянський футболіст, нападник. По завершенні ігрової кар'єри — футбольний тренер. Майстер спорту. Заслужений тренер Росії.
Як гравець насамперед відомий виступами за ЦСК МО, а також національну збірну СРСР.

## Клубна кар'єра
Почав грати в ВВС Москва в 1951 році. З 1953 року знаходився в юнацькій команді «Динамо» (Москва). 
У дорослому футболі дебютував 1956 року виступами за основну команду «Динамо» (Москва), в якій провів три сезони, взявши участь у 43 матчах чемпіонату. Більшість часу, проведеного у складі московського «Динамо», був основним гравцем атакувальної ланки команди і одним з головних бомбардирів команди, маючи середню результативність на рівні 0,44 голу за гру першості. З цей час став чемпіоном країни, а також двічі вигравав срібні медалі чемпіонату
Своєю грою за цю команду привернув увагу представників тренерського штабу московського ЦСК МО, до складу якого приєднався 1959 року. Відіграв за московських армійців наступні п'ять сезонів своєї ігрової кар'єри. Граючи у складі московського ЦСКА також здебільшого виходив на поле в основному складі команди і був серед найкращих голеодорів, відзначаючись забитим голом в середньому щонайменше у кожній третій грі чемпіонату.
Після конфлікту з керівництвом перейшов до іншого армійського клубу — СКА (Ростов-на-Дону).
Завершив професійну ігрову кар'єру у СКА (Одеса), за яке виступав протягом сезону 1965 року.

## Виступи за збірну
10 вересня 1961 року дебютував в офіційних матчах у складі національної збірної СРСР в грі проти збірної Австрії. 
У складі збірної був учасником чемпіонату світу 1962 року у Чилі, на якому зіграв у двох матчах і забив один гол.
Протягом кар'єри у національній команді, яка тривала усього 2 роки, провів у формі головної команди країни 9 матчів, забивши 9 голів.

## Кар'єра тренера
Розпочав тренерську кар'єру відразу по завершенні кар'єри гравця, 1966 року, очоливши тренерський штаб клубу СКА (Одеса).
Проте вже після двох років Мамикіна перевели до основної армійської московської команди, з якою він 1970 року виграв чемпіонат СРСР.
В подальшому очолював команду Групи радянських військ у Німеччині, після чого повернувся назад в ЦСКА (Москва).
Протягом сезонів 1979 та 1980 років був старшим тренером СКА (Київ).
Останнім місцем тренерської роботи Мамикіна був клуб «Зірка» (Джиззак), який він очолював як головний тренер у сезоні 1982 року.
Помер 20 вересня 2011 року на 76-му році життя.

## Досягнення
- Чемпіон СРСР (1): 1957
- Срібний призер чемпіонату СРСР (2): 1956, 1958